# ドリ (ブルキナファソ)
ドリ（フランス語: Dori）は、ブルキナファソの町である。サヘル地方の首府であり、セノ県の県都である。

## 歴史
19世紀初頭、リプタコ首長国の首都であった。

## 交通

### 道路
- 国道3号線 (ブルキナファソ)（フランス語版）

### 空港
- ドリ空港（英語版）

## 姉妹都市
- アヌシー＝ル＝ヴュー（英語版）